# Ángel Temiño Sáiz
Ángel Temiño Sáiz, (Sarracín, Burgos, 17 de septiembre de 1910 - Ibidem., 20 de septiembre de 1991) fue un eclesiástico, filósofo y teólogo español. Fue obispo de Orense entre 1952 y 1988.
Hombre de extraordinaria cultura y preparación intelectual, se decía de él que "poseía excelsos conocimientos teológicos".

## Biografía

### Primeros años
Hijo del labrador y contratista, Eladio Temiño Rebollo y Dolores Saiz Espiga. A los diez años ingresó en el Seminario menor de san José (Burgos).   

### Formación
Cursó sus estudios eclesiásticos en la Universidad Pontificia de Burgos, donde obtuvo el doctorado en Filosofía en 1930 con la más alta calificación. Entonces fue enviado a continuar sus estudios en la Pontificia Universidad Gregoriana de Roma, donde obtuvo el doctorado en Sagrada Teología en 1934 con una tesis titulada Bartolomé Torres, teólogo. Contribución al estudio del Renacimiento teológico español del siglo XVI, que mereció la calificación magna cum laude. Ese mismo año (1934) fue ordenado subdiácono (15 de junio), diácono (22 de junio) y sacerdote (29 de julio) en la Iglesia del Gesú de Roma. En 1935 se matriculó en el Pontificio Instituto Oriental, donde obtuvo la licenciatura en Teología oriental en 1937 con la máxima calificación.

### Vida sacerdotal y docente
El 4 de junio de 1937 regresa a España, en plena Guerra Civil. Fue destinado al frente, con veintiséis años, como capellán del Cuerpo del Ejército de Galicia, con el grado de alférez. Concluida la contienda civil, fue nombrado capellán auxiliar de los Establecimientos Provinciales de Beneficencia y consiliario de los Jóvenes de Acción Católica, y delegado de Educación Popular (1945-1951). Desde 1940 impartió clases de Latín, Psicología experimental, Historia natural, Historia de la Filosofía, Hebreo, Teología Dogmática y Estudios Orientales en el Seminario Metropolitano de san Jerónimo (Burgos). 
El 24 de mayo de 1947 tomó posesión como canónigo de la catedral de Burgos.Fue capellán del Hospital provincial.

### Obispo de Orense
El papa Pío XII le nombró obispo de Orense. Su consagración episcopal tuvo lugar en la catedral de Burgos el 30 de noviembre de 1952. El acto estuvo presidido por el arzobispo de Burgos, Luciano Pérez Platero, siendo asistido por los obispos de Bilbao, Casimiro Morcillo y de Mondoñedo, Mariano Vega Mestre. En esa misma ceremonia también se le confirió el orden episcopal al eclesiástico burgalés Abilio del Campo y de la Bárcena, obispo auxiliar de Calahorra-La Calzada.
Su toma de posesión fue por medio de apoderado, el déan Manuel Gil Atrio, el 29 de enero de 1953. El 1 de febrero de ese año hizo entrada pública en la Diócesis, procedente de Santiago de Compostela. Permaneció en la sede auriense durante 34 años, hasta el 21 de mayo de 1987. Durante esos años al frente de la diócesis gallega, se construyeron: 53 nuevas iglesias en toda la provincia, once de ellas en la capital; 66 casas rectorales. Se realizaron diversas obras en: el Seminario Menor, las escuelas de San Pío X (Mariñamansa), la emisora local de Radio Popular, la Casa de ejercicios, el convento de las Carmelitas Descalzas, el monasterio de Ramirás. También se crearon: tres guarderías infantiles, trece residencias de Cáritas y catorce viviendas en el edificio Proyflem (Orense). En 1954 organizó una asociación de ayuda al clero de la diócesis, llamada los Misioneros del Beato Ávila.

#### Transición
En 1978 apoyó y suscribió la pastoral del cardenal Marcelo González, arzobispo de Toledo y primado de España, denunciando los errores de la Constitución de 1978 días ante su referéndum de ratificación. Los principales errores señalados son:
- La exclusión del nombre de Dios en una nación de bautizados.
- Falta de referencia a la ley natural, con lo que las leyes quedan a merced de los poderes públicos.
- Falta de garantías para la libertad de enseñanza y de seguridad a los padres para la formación religiosa de sus hijos.
- Falta de tutela para los valores de la familia y del matrimonio, abriendo las puertas del divorcio.
- Y la omisión del veto explícito al aborto.

Además de Temiño también la apoyaron y suscribieron otros siete obispos -la "gloriosa minoría"-: Segundo García, arzobispo de Burgos; Pablo Barrachina obispo de Orihuela-Alicante; Demetrio Mansilla, obispo de Ciudad Rodrigo; José Guerra Campos, obispo de Cuenca; don Laureano Castán, obispo de Sigüenza-Guadalajara; Luis Franco, obispo de Tenerife; y Francisco Peralta, administrador apostólico de Vitoria.

#### Fallecimiento
Falleció en Sarracín, la localidad en la había nacido 81 años antes, víctima del cáncer. Su cadáver fue trasladado a Orense, donde fue enterrado. 

## Obras

### Libros:
- Bartolomé Torres, teólogo. Contribución al estudio del Renacimiento teológico español del siglo XVI (Burgos, 1941).
- La mediación de María (Orense, 1964).

#### Discursos editados en forma de libro:
- La causalidad de los Sacramentos y el Cuerpo místico: discurso inaugural del curso académico 1945-1946 (Burgos, 1945).

### Artículos:
Muy numerosos, especialmente en la Revista Española de Teología y en la revista Estudios Bíblicos.